# روبرتو سانتاماریا (بازیکن فوتبال، زاده ۱۹۶۲)
روبرتو سانتاماریا (انگلیسی: Roberto Santamaría؛ زادهٔ ۱۲ مارس ۱۹۶۲) بازیکن فوتبال اهل اسپانیا است.
از باشگاه‌هایی که در آن بازی کرده‌است می‌توان به باشگاه فوتبال مالاگا و باشگاه فوتبال اوساسونا اشاره کرد.